# Brujas del Bailadero de Anaga

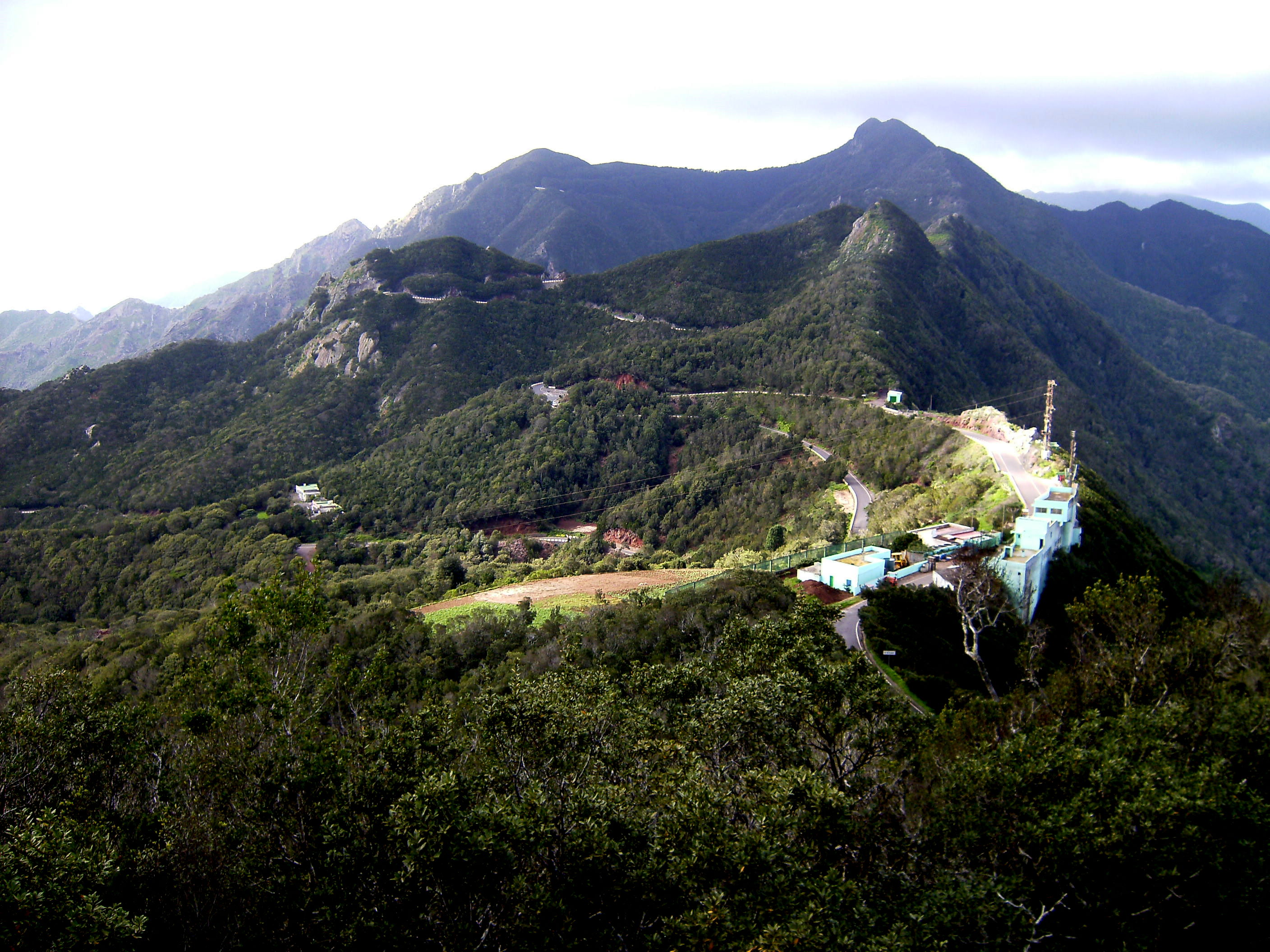
Zona de El Bailadero en Anaga, Tenerife, Canarias. En este lugar, según la creencia popular, se realizaban aquelarres.

Según las creencias populares canarias, las llamadas brujas del Bailadero de Anaga eran mujeres que se dedicaban a hacer aquelarres en una zona montañosa del noreste de la isla de Tenerife, llamada Macizo de Anaga (Canarias, España).
Este "bailadero de las brujas" está situado en las cumbres de Anaga, en la dorsal entre San Andrés y Taganana. Se dice que en este lugar las brujas bailaban en torno a una hoguera, de ahí el nombre de la zona "El Bailadero". Tras sus aquelarres se decía que estas brujas bajaban a la costa para bañarse desnudas. Con el paso del tiempo, la influencia de las historias de vampiros del Este de Europa llevó a que el mito de las brujas canarias incorporara el aspecto del chupado de sangre, convirtiéndolas así en brujas-vampiro, que succionaban la sangre de los recién nacidos mientras dormitaban en sus cunas. Este aspecto también es compartido en las mitologías de otros lugares de España, tales como las guaxas en Asturias y las guajonas en Cantabria.
El historiador Domingo García Barbusano escribió: 

"...Desde El Bailadero deambulaban, los días de aquelarre, a partir de las doce de la noche, hora en que acababan estas reuniones, un numeroso gentío: las brujas, compuestas con negros ropajes y abrigados sobretodos, sus amigas y esas otras personas que deseaban iniciarse en la práctica de la brujería; todos formando una compacta muchedumbre que, por la enriscada cumbre, bajaban lentamente para ver si encontraban algún caminante al que maleficiar".
Domingo García Barbusano, 1982:116

Otro origen del nombre parece venir del "baladero guanche", que también es aplicable a este caso, pues es sabido a través de las fuentes, la tradición y de los hallazgos arqueológicos que esta zona fue frecuentada por los aborígenes guanches para sus ritos. A este respecto, Luis Diego Cuscoy dice de este bailadero:

"...El Bailadero concentraría a toda la población pastoril de la península de Anaga en las épocas de sequía para la celebración de ritos propiciatorios en demanda de lluvia".
Luis Diego Cuscoy

Lo más probable es que el origen de esta leyenda se deba a los rituales paganos asociados con ciertos ritos de los antiguos guanches para pedir la lluvia y la fertilidad, los cuales fueron considerados como un acto de brujería por parte de la Iglesia católica.

## Otros bailaderos en Anaga
A pesar de ser este el más célebre, en realidad este "bailadero" no es el único que hay en la zona, pues en la toponimia de Anaga podemos encontrar otros como:
- El Bailadero de la Punta de Anaga, sobre el que se levanta el actual cementerio de la zona.
- El Bailadero de Chinamada.
- El Bailadero, cerca del "Llano de las Brujas", en La Orilla (Tegueste).

Además por todo el macizo de Anaga existen multitud de referencias a las tradiciones brujeriles como por ejemplo la Playa de las Brujas, llamada así porque según la tradición fue uno de los lugares donde las brujas se bañaban desnudas después de sus rituales. 